# Gabriel Xavier (ur. 1993)
Gabriel Xavier (ur. 15 lipca 1993 w São Paulo) – brazylijski piłkarz występujący na pozycji pomocnika i napastnika. Od 2023 roku zawodnik Associação Chapecoense de Futebol.

## Życiorys
Junior São Paulo FC i Associação Portuguesa de Desportos. W 2012 roku został wcielony do pierwszej drużyny Portuguesy. Na seniorskim poziomie zadebiutował w 2013 roku w Copa Sudamericana, a w lidze – rok później. W 2015 roku przeszedł na zasadzie wolnego transferu do Cruzeiro EC. Rozegrał wówczas 12 spotkań w Campeonato Brasileiro Série A, debiutując 10 maja w przegranym 0:1 spotkaniu z SC Corinthians. Z Cruzeiro był wypożyczany do Sport Club do Recife, EC Vitória i Nagoyi Grampus. Z japońskim klubem awansował w 2017 roku do J1 League. W najwyższej japońskiej klasie rozgrywkowej zadebiutował 24 lutego 2018 w wygranym 3:2 spotkaniu z Gambą Osaka. W 2019 roku przeszedł do Nagoyi na zasadzie transferu definitywnego. W 2021 roku wygrał z tym klubem Puchar J.League. Ogółem w barwach Nagoyi rozegrał 106 meczów w J1 League. W 2022 roku występował w Hokkaido Consadole Sapporo. W kwietniu 2023 roku został piłkarzem Associação Chapecoense de Futebol.

## Statystyki ligowe
| Sezon    | Klub                               | Liga                          | Mecze | Gole |
| -------- | ---------------------------------- | ----------------------------- | ----- | ---- |
| 2014     | Associação Portuguesa de Desportos | Campeonato Brasileiro Série B | 28    | 4    |
| 2015     | Cruzeiro EC                        | Campeonato Brasileiro Série A | 12    | 1    |
| 2016     | Sport Club do Recife               | Campeonato Brasileiro Série A | 28    | 3    |
| 2017 (w) | EC Vitória                         | Campeonato Brasileiro Série A | 7     | 0    |
| 2017 (j) | Nagoya Grampus                     | J2 League                     | 16    | 7    |
| 2018     | Nagoya Grampus                     | J1 League                     | 29    | 6    |
| 2019     | Nagoya Grampus                     | J1 League                     | 32    | 3    |
| 2020     | Nagoya Grampus                     | J1 League                     | 25    | 4    |
| 2021     | Nagoya Grampus                     | J1 League                     | 20    | 0    |
| 2022     | Hokkaido Consadole Sapporo         | J1 League                     | 26    | 3    |